# Педерсон, Барри
Барри Алан Педерсон (род. 13 марта 1961, Биг Ривер, Саскачеван, Канада) — канадский хоккеист, центрофорвард, в течение 12 сезонов выступал в Национальной Хоккейной Лиге с 1980 по 1992 годы. Двукратный участник матча всех звёзд НХЛ. Обладатель Кубка Стэнли 1991 года в составе «Питтсбург Пингвинз».

## Игровая карьера
Барри Педерсон был выбран на драфте НХЛ 1980 года в первом раунде под 18-м номером клубом «Бостон Брюинз».
Он дебютировал в НХЛ в сезоне 1981/82 года, забив 44 гола и набрав 92 очка. Занял второе место вслед за Дэйлом Хаверчуком в голосовании за «Колдер Трофи» (приз лучшему новичку сезона).
В следующем сезоне 1982/83 Педерсон забил 46 голов и набрал 107 очков. Он стал лидером «Брюинз» по числу передач и очков и занял пятое место в лиге в споре бомбардиров. В плей-офф занял третье место по голам (14) и очкам (32), но тем не менее его клуб не дошёл до финала, уступив в финале Восточной конференции будущему победителю «Нью-Йорк Айлендерс».
Педерсон продолжил бить личные рекорды и в своём третьем сезоне 1983/84, набрав 116 очков (39+77). По голевым передачам он занял третье место в НХЛ в регулярном чемпионате, уступив только Уэйну Гретцки и Полу Коффи. В том же году он играл в своем втором подряд матче всех звезд НХЛ.
Летом 1984 года у Барри диагностировали доброкачественную опухоль в плече. В сезоне 1984/85 он сыграл только 22 игры, набрав 12 очков. Затем ему была сделана вторая операция с удалением части плечевой мышцы, и оставшуюся часть сезона Педерсон пропустил.
Педерсон вернулся в состав «Бостона» в сезоне 1985/86, но уже не выступал на прежнем уровне. Он набрал 76 очков (на 40 очков меньше результата, достигнутого два года назад). В конце сезона генеральный менеджер «Бостона» Гарри Синден обменял Педерсона в «Ванкувер Кэнакс» на Кэма Нили и выбор в первом раунде драфта 1987 года, который «Брюинз» использовали, взяв Глена Уэсли.
В первых двух сезонах в «Ванкувере» Педерсон дважды набирал более 70 очков, оба раза отдав по 52 результативные передачи. В сезоне 1988/89 его результативность снизилась до 15 голов и 41 очка, при этом он пропустил почти 20 игр из-за травмы. После 16 игр в следующем сезоне «Кэнакс» обменяли его в «Питтсбург Пингвинз». За два неполных сезона в «Питтсбурге» Барри набрал всего 36 очков, но при этом в сезоне 1990/91 был частью чемпионской команды, завоевавшей Кубок Стэнли.
Летом 1991 Педерсон подписал контракт с «Хартфорд Уэйлерс», но сыграл за них всего 5 матчей. Сезон он доигрывал в «Бостоне» и в возрасте 31 года завершил хоккейную карьеру.